# Margao
Margao, také Madgaon nebo Margaon, konkánsky मडगांव (Maḍgānva), portugalsky dříve Margão, je druhé největší město v indickém spolkovém státě Goa a jeho hlavní hospodářské centrum a dopravní křižovatka.
Margao, ležící v okrsku Salcete na jihu Goy, patří k nejstarším městům tohoto státu a čítá kolem 80 000 obyvatel. Vyznačuje se stále ještě velkým počtem staveb v portugalském koloniálním stylu.